# Sophira yunnana
Sophira yunnana är en tvåvingeart som först beskrevs av Zia 1965.  Sophira yunnana ingår i släktet Sophira och familjen borrflugor. Inga underarter finns listade i Catalogue of Life.